# Callia guyanensis
Callia guyanensis är en skalbaggsart som beskrevs av Martins och Maria Helena M. Galileo 2008. Callia guyanensis ingår i släktet Callia och familjen långhorningar. Inga underarter finns listade.